# Gush Dan
Gush Dan (in ebraico גּוּשׁ דָּן, Blocco di Dan) è un'area metropolitana comprendente zone appartenenti sia al distretto di Tel Aviv sia al Distretto Centrale, sulla costa mediterranea dello stato di Israele.
È l'area metropolitana più vasta dello stato, con una popolazione approssimativamente di 3.8 milioni di abitanti, su una estensione di 1.500 kilometri quadrati.
Il termine "Gush Dan" significa "area di Dan", dal nome della tribù omonima, che risiedeva in questa zona nel periodo dell'antico Regno d'Israele.
Secondo la narrazione biblica, la tribù di Dan aveva cercato di stabilirsi in precedenza nella zona costiera centrale della Palestina, ma fu costretta ad accamparsi nella regione collinare situata sulla valle di Sorek, a causa dell'ostilità dei Filistei, che già vi risiedevano. La loro offensiva costrinse quindi gli Ebrei a spostarsi più a nord, dove con la conquista di Laish, fondarono il regno chiamato regno di Dan.
In seguito, a partire dai sionisti e fino al moderno stato d'Israele, sulla scorta delle fonti storiche antiche, la regione occupata in un primo momento dalla tribù di Dan, che si estendeva a nord fin verso Giaffa e a sud giungeva nella zona di Timnah nello Shephelah venne chiamata appunto "Gush Dan" ("area di Dan").

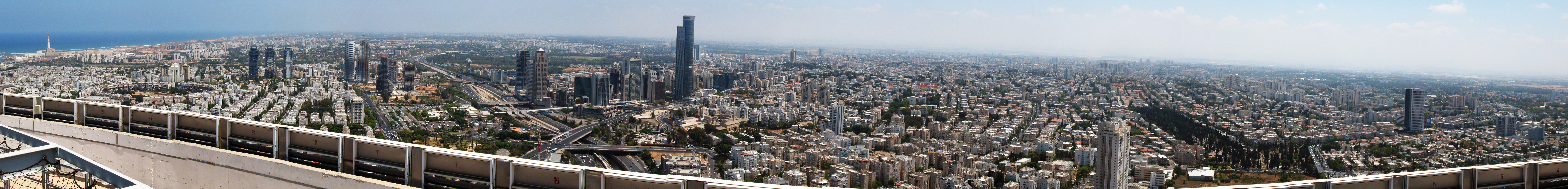